# Branko Jorović
Branko Jorović (en serbe : Бранко Јоровић), né le 27 novembre 1981 à Čačak, dans la République socialiste de Serbie, est un joueur serbe de basket-ball, évoluant au poste d'ailier fort.

## Carrière

### Palmarès
- Vainqueur de la Ligue adriatique 2004, 2006